# El Jícaro (El Progreso)
El Jícaro es un municipio de la región nor-oriente del departamento de El Progreso de la República de Guatemala. Celebra su fiesta titular el 25 de diciembre de cada año en honor a su patrón el Niño Dios.

## Geografía física
Tiene una extensión territorial de 249 km² siendo uno de los municipios más pequeños que el departamento de El Progreso tiene. En su territorio se encuentra el río Motagua que lo atraviesa en la parte oriental del municipio. Tiene un total de catorce aldeas y cuatro caseríos que son:
| División | División |
| -------- | --- |
| Aldeas   | 1. Espíritu Santo 2. Ojo de Agua 3. Los Bordos de Barillas 4. Santa Rosalía 5. Las Anonas 6. Lo de China 7. El Tambor 8. Agua Caliente 9. El Zapote 10. Las Ovejas 11. El Paso de Los Jalapas 12. Piedra Ancha 13. Las Joyas 14. La Palma |
| Caseríos | El Pino, Pila de Moscoso, Colonia Barrios Falla, El Mitch, El Paso, Colonia 31 de Mayo, El Jícaro |
| Fincas   | El Tintero, El Zapote, El Quinto y San Francisco |

### Ríos
1. Motagua
2. De El Tambor
3. De Las Ovejas
4. Anshagua

### Clima
El Jícaro tiene el Clima semiárido cálido (Clasificación de Köppen: BSh).
| Parámetros climáticos promedio de El Jícaro | Parámetros climáticos promedio de El Jícaro | Parámetros climáticos promedio de El Jícaro | Parámetros climáticos promedio de El Jícaro | Parámetros climáticos promedio de El Jícaro | Parámetros climáticos promedio de El Jícaro | Parámetros climáticos promedio de El Jícaro | Parámetros climáticos promedio de El Jícaro | Parámetros climáticos promedio de El Jícaro | Parámetros climáticos promedio de El Jícaro | Parámetros climáticos promedio de El Jícaro | Parámetros climáticos promedio de El Jícaro | Parámetros climáticos promedio de El Jícaro | Parámetros climáticos promedio de El Jícaro |
| Mes                                         | Ene.                                        | Feb.                                        | Mar.                                        | Abr.                                        | May.                                        | Jun.                                        | Jul.                                        | Ago.                                        | Sep.                                        | Oct.                                        | Nov.                                        | Dic.                                        | Anual                                       |
| ------------------------------------------- | ------------------------------------------- | ------------------------------------------- | ------------------------------------------- | ------------------------------------------- | ------------------------------------------- | ------------------------------------------- | ------------------------------------------- | ------------------------------------------- | ------------------------------------------- | ------------------------------------------- | ------------------------------------------- | ------------------------------------------- | ------------------------------------------- |
| Temp. máx. media (°C)                       | 30.3                                        | 32.2                                        | 34.4                                        | 35.2                                        | 34.3                                        | 32.5                                        | 31.8                                        | 32.6                                        | 32.0                                        | 31.1                                        | 30.7                                        | 30.0                                        | 32.3                                        |
| Temp. media (°C)                            | 24.7                                        | 26.1                                        | 27.9                                        | 29.0                                        | 28.4                                        | 27.1                                        | 26.5                                        | 27.1                                        | 26.7                                        | 26.0                                        | 25.5                                        | 24.9                                        | 26.7                                        |
| Temp. mín. media (°C)                       | 19.1                                        | 20.1                                        | 21.4                                        | 22.8                                        | 22.6                                        | 21.7                                        | 21.3                                        | 21.6                                        | 21.5                                        | 21.0                                        | 20.4                                        | 19.9                                        | 21.1                                        |
| Precipitación total (mm)                    | 1                                           | 2                                           | 3                                           | 22                                          | 67                                          | 157                                         | 116                                         | 86                                          | 163                                         | 95                                          | 17                                          | 1                                           | 730                                         |
| Fuente: Climate-Data.org                    |                                             |                                             |                                             |                                             |                                             |                                             |                                             |                                             |                                             |                                             |                                             |                                             |                                             |

### Ubicación geográfica
Se encuentra a una distancia de 28 km de la cabecera departamental Guastatoya. Se localiza entre el norte de San Pedro Pinula la cabecera departamental Jalapa municipios del departamento de Jalapa, al este de San Agustín Acasaguastlán y la cabecera departamental Guastatoya, al oeste de Cabañas y Usumatlán municipios del departamento de Zacapa y al sur de San Cristóbal Acasaguastlán.
|                                                                                           | Norte: San Cristóbal Acasaguastlán, departamento de El Progreso                 |                                                                  |
| Oeste: San Agustín Acasaguastlán y Guastatoya, municipios del departamento de El Progreso |                                                                                 | Este: Cabañas y Usumatlán, municipios del departamento de Zacapa |
|                                                                                           | Sur: Jalapa, departamento de Jalapa San Pedro Pinula, departamento de Guatemala |                                                                  |

## Gobierno municipal
Los municipios se encuentran regulados en diversas leyes de la República, que establecen su forma de organización, lo relativo a la conformación de sus órganos administrativos, tributos destinados para los mismos; esta legislación se encuentra dispersa en diversos niveles.  Ahora bien, que exista legislación específica para los municipios no significa que a estos no les sean aplicables las normas contenidas en otros cuerpos normativos, pues aunque se trata de entidades autónomas, las mismas se encuentran sujetas, al igual que todas las entidades de tal naturaleza, a la legislación nacional.
Específicamente, las principales leyes que rigen a los municipios en Guatemala desde 1985 son:
| N.º | Ley                                                | Descripción |
| --- | -------------------------------------------------- | --- |
| 1   | Constitución Política de la República de Guatemala | Le son aplicables diversos artículos generales de la misma, y además tiene una regulación legal específica en los artículos 253 al 262, que constituyen su base constitucional.                                                                                            |
| 2   | Ley Electoral y de Partidos Políticos              | Ley de carácter constitucional creada por la Asamblea Nacional Constituyente que aplicable a los municipios en diversos aspectos pero fundamentalmente en el tema de la conformación de sus autoridades electas, puesto que regula la manera en que se eligen y conforman. |
| 3   | Código Municipal                                   | Decreto 12-2002 del Congreso de la República de Guatemala. Tiene la categoría de ley ordinaria y contiene preceptos generales aplicables a todos los municipios, e inclusive contiene legislación referente a la creación de los municipios.                               |
| 4   | Ley de Servicio Municipal                          | Decreto 1-87 del Congreso de la República de Guatemala. Regula las relaciones entra la municipalidad y los servidores públicos en materia laboral. Tiene su base constitucional en el artículo 262 de la constitución que ordena la emisión de la misma.                   |
| 5   | Ley General de Descentralización                   | Decreto 14-2002 del Congreso de la República de Guatemala. Regula el deber constitucional del Estado, y por ende del municipio, de promover y aplicar la descentralización y desconcentración económica y administrativa.                                                  |

El gobierno de los municipios de Guatemala está a cargo de un Concejo Municipal, de conformidad con el artículo 254 de la Constitución Política de la República de Guatemala, que establece que «el gobierno municipal será ejercido por un concejo municipal». A su vez, el código municipal —que tiene carácter de ley ordinaria y contiene disposiciones que se aplican a todos los municipios de Guatemala— establece en su artículo 9 que «el concejo municipal es el órgano colegiado superior de deliberación y de decisión de los asuntos municipales […] y tiene su sede en la circunscripción de la cabecera municipal». Por último, el artículo 33 del mencionado código establece que «[le] corresponde con exclusividad al concejo municipal el ejercicio del gobierno del municipio».
El concejo municipal se integra de conformidad con lo que establece la Constitución en su artículo 254, es decir «se integra con el alcalde, los síndicos y concejales, electos directamente por sufragio universal y secreto para un período de cuatro años, pudiendo ser reelectos». Al respecto, el código municipal en el artículo 9 establece «que se integra por el alcalde, los síndicos y los concejales, todos electos directa y popularmente en cada municipio de conformidad con la ley de la materia».
Existen también las Alcaldías Auxiliares, los Comités Comunitarios de Desarrollo (COCODE), el Comité Municipal del Desarrollo (COMUDE), las asociaciones culturales y las comisiones de trabajo. Los alcaldes auxiliares son elegidos por las comunidades de acuerdo a sus principios, valores, procedimientos y tradiciones, estos se reúnen con el alcalde municipal el primer domingo de cada mes. Los Comités Comunitarios de Desarrollo y el Consejo Municipal de Desarrollo tiene como función organizar y facilitar la participación de las comunidades priorizando necesidades y problemas así como buscar la solución de los mismos.
Alcalde actual:
- 2020-2024: José Francisco Mejía Flores[7]

## Historia
Los primeros pobladores del municipio fueron gente de la raza pipil que provenían de la parte sur del país. 

### Departamento de El Progreso
Antes de la creación del departamento de El Progreso pertenecía al departamento de Zacapa siendo una aldea del municipio de San Cristóbal Acasaguastlán que era un municipio de Zacapa en esa época.  El decreto de fundación decía que por la actividad comercial suscitada en los puntos por donde la vía férrea interoceánica pasaba se requería la más próxima vigilancia de las Autoridades no sólo para conservar el orden sino para encauzar las diversas corrientes del adelanto a un fin común se creó el departamento de El Progreso comprendiendo los siguientes Municipios: Cabañas, Acasaguastlán, Morazán, Sanarate, San Antonio La Paz, San José del Golfo, Guastatoya, Sansaria y las aldeas que están al Noroeste de Chiquimula formando la mitad de dicho Municipio.
Tras el derrocamiento de Estrada Cabrera en abril de 1920, el departamento se suprimió por el decreto gubernativo No. 756 del 9 de junio de 1920 del gobierno de Carlos Herrera y Luna, por no llenar las aspiraciones que el gobierno tuvo en mira para su creación, volviendo los municipios que lo conformaban a los departamentos a que pertenecían, con excepción de Guastatoya que formó parte de Guatemala.
El gobierno del general Jorge Ubico emitió el decreto legislativo de 1965 del 3 de abril de 1934 por medio del cual se creó de nuevo el Departamento de El Progreso retornando nuevamente el municipio de El Jícaro al mismo.

## Cultivos
Los cultivos de maíz, fríjol son en un alto porcentaje destinados para el consumo familiar. Otros cultivos son: tomate, sandía, chile serrano, papaya, pepino, melón, berenjena y tabaco.

## Establecimientos educativos
- Colegio Cristiano Nueva Jerusalén
- Instituto de Educación Básica Juan Ramón Bracamonte
- Instituto Diversificado Por Cooperativa

Instituto de Educación Básica por Cooperativa El Paso de Los Jalapas
- Universidad Panamericana
- Universidad Rural
- Escuela Oficial Urbana Mixta «Gregorio Peralta»
- Escuela Oficial Urbana para Niñas «Lucila Peralta»
- Escuela Oficial de Párvulos «Lidia Judith Cadenas Salazar»
- Escuela Oficial Rural Mixta «María Victoria Marin Ramirez» de aldea El Paso de los Jalapas
- Escuela Oficial Rural Mixta «Profesor Tomas Roldan de León» de Aldea Las Ovejas
- Escuela Oficial Rural Mixta de aldea Espíritu Santo
- Escuela Oficial Rural Mixta «Zoila Perla Fratti de Ruiz» de Aldea Los Bordos
- Escuela Oficial Rural Mixta de aldea Lo de China
- Escuela Oficial Rural Mixta de aldea Agua Caliente
- Escuela Oficial rural Rural Mixta de aldea El Pino

## Ciudadanos  notables
- General José María Orellana: Jefe del Estado Mayor del ejército del presidente Manuel Estrada Cabrera y presidente de Guatemala de 1,921 a 1,926.  Durante su gobierno se instituyó el Quetzal como moneda de Guatemala.
- General Manuel María Orellana Contreras: primo de José María Orellana, y comandante del Cuartel de Matamoros en la Ciudad de Guatemala.  Fue presidente interino de Guatemala del 17 de diciembre de 1,930 al 2 de diciembre de 1,931, tras dar un golpe de Estado al licenciado Baudilio Palma, quien había asumido la presidencia del país el 12 de diciembre, luego que el presidente, General Lázaro Chacón sufriera una hemorragia cerebral.[10]